# Felipe Sholl
Felipe Sholl (* 5. April 1982 in Rio de Janeiro) ist ein brasilianischer Drehbuchautor und Filmregisseur.

## Leben und Ausbildung
Felipe Sholl wurde 1982 in Rio de Janeiro geboren. Er ist seit den frühen 2000er-Jahren als Filmschaffender aktiv, sowohl als Drehbuchautor als auch als Regisseur. Bereits sei erster Kurzfilm Tá gewann den Teddy Award 2008 als Bester Kurzfilm. 2016 gewann sein erster Spielfilm Fala Comigo erhielt beim Rio de Janeiro International Film Festival den Preis als Bester Film. Als Drehbuchautor war Sholl an Produktionen, wie Found Memories (2011) „Il Traditore – Als Kronzeuge gegen die Cosa Nostra“ (2019) und Memory House (2020) beteiligt. Alles was brennt ist sein zweiter Spielfilm.

## Filmografie
- 2007:Tá
- 2010: Gisela (Kurzfilm; Drehbuch und Regie)
- 2011: Hoje (Drehbuch)
- 2011: Found Memories ("Histórias que só existem quando lembradas")
- 2014: Trinta (Drehbuch)
- 2015: Campo Grande (Drehbuch; mit Sandra Kogut)
- 2016: The Other End ("Fala Comigo")
- 2019: Vítimas Digitais (TV-Serie; Drehbuch)
- 2019: M8 Quando a Morte Socorre a Vida (Drehbuch)
- 2019: The Traitor ("Il Traditore – Als Kronzeuge gegen die Cosa Nostra“) (Drehbuch)
- 2020: Memory House (Drehbuch)
- 2024: Manas (Drehbuch)
- 2024: Alles was brennt ("Ruas da Glória")

## Auszeichnungen
- 2008: Teddy Award (Best Short Film) für Tá beim Internationalen Filmfestival Berlin (Berlinale)[2]
- 2011: Bestes Drehbuch. Preis für Hoje beim Brasília Film Festival[3]
- 2016: Bester Film für The Other End  beim Internationalen Filmfestival Rio de Janeiro[4]
- 2021: Bestes adaptiertes Drehbuch. Preis beim Cinema Brazil Grand Prize für M8 Quando a Morte Socorre a Vida[5]